# Saint-Cirgues (Lot)
Saint-Cirgues é uma comuna francesa na região administrativa de Occitânia, no departamento de Lot. Estende-se por uma área de 32,5 km². Em 2010 a comuna tinha 355 habitantes (densidade: 10,9 hab./km²).